# Katsuyoshi Kuwahara
Katsuyoshi Kuwahara (桑原 勝義, Kuwahara Katsuyoshi, Fujieda, 30 mei 1944) is een Japans voormalig voetballer die als aanvaller speelde.

## Clubcarrière
Kuwahara speelde voor Nippon Light Metal en Nagoya Mutual Bank. Kuwahara beëindigde zijn spelersloopbaan in 1971.

## Japans voetbalelftal
Katsuyoshi Kuwahara debuteerde in 1965 in het Japans nationaal elftal en speelde 2 interlands.

## Statistieken
| Japans voetbalelftal | Japans voetbalelftal | Japans voetbalelftal |
| Jaar                 | Wed.                 | Dlp.                 |
| -------------------- | -------------------- | -------------------- |
| 1965                 | 2                    | 0                    |
| Totaal               | 2                    | 0                    |